# Turn- und Sportfest der DDR

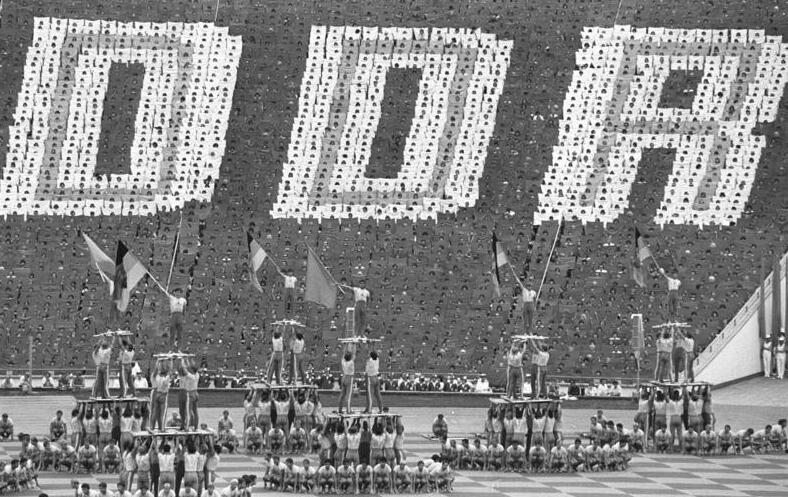
Turn- und Sportfest im Jahr 1977

VI. Turn- und Sportfest der DDR – Erinnerungs-Ehrengeschenk der DDR – 1977

Das Turn- und Sportfest der DDR fand von 1954 bis 1987 insgesamt achtmal in Leipzig statt. Bis 1963 noch als Deutsches Turn- und Sportfest, stand es in der Traditionslinie der bis 1933 durchgeführten fünfzehn Deutschen Turnfesten und den beiden Deutschen Arbeiter-Turn- und Sportfesten.

## Geschichte

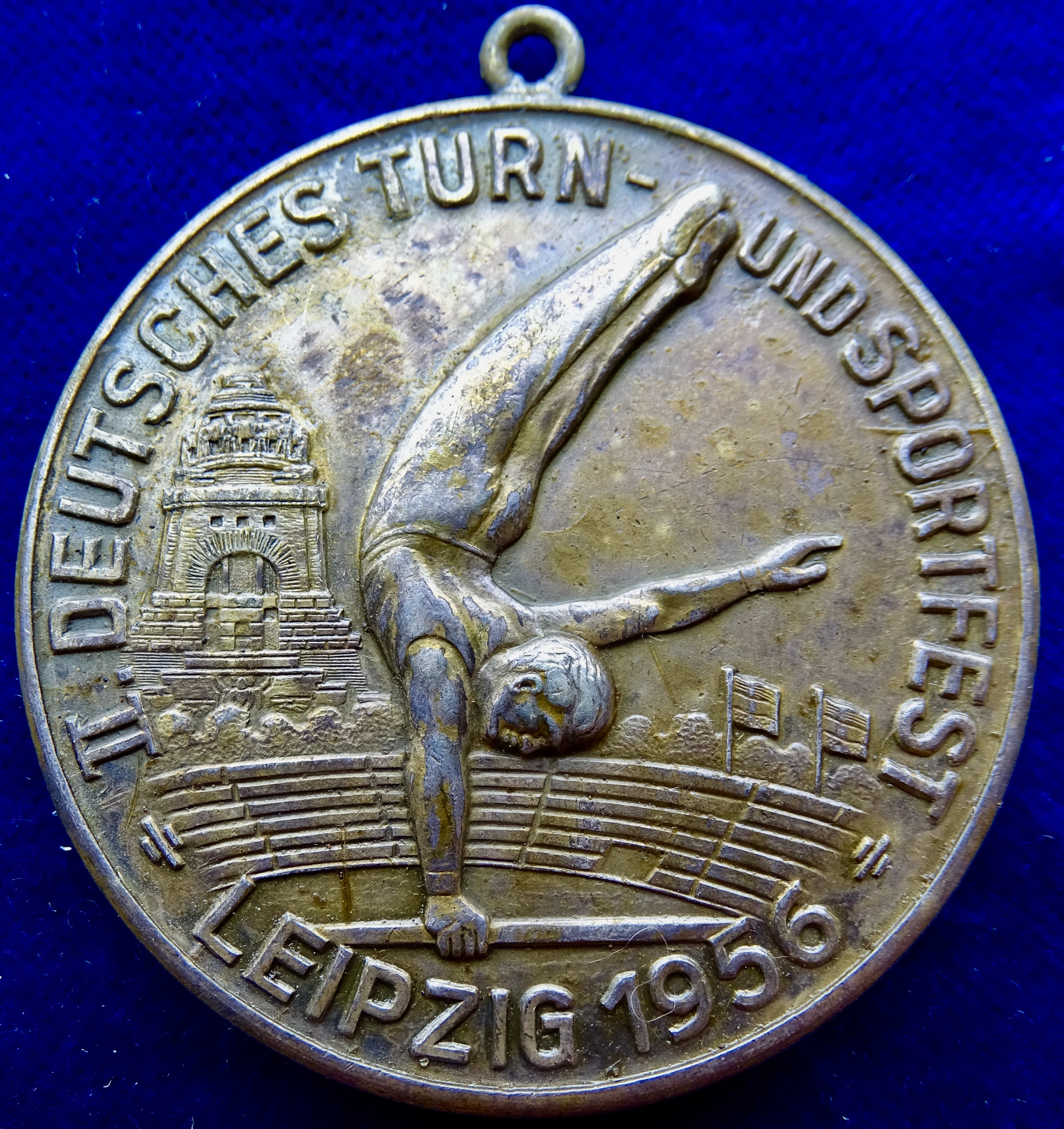
Versilberte Siegermedaille 1956 Vorderseite

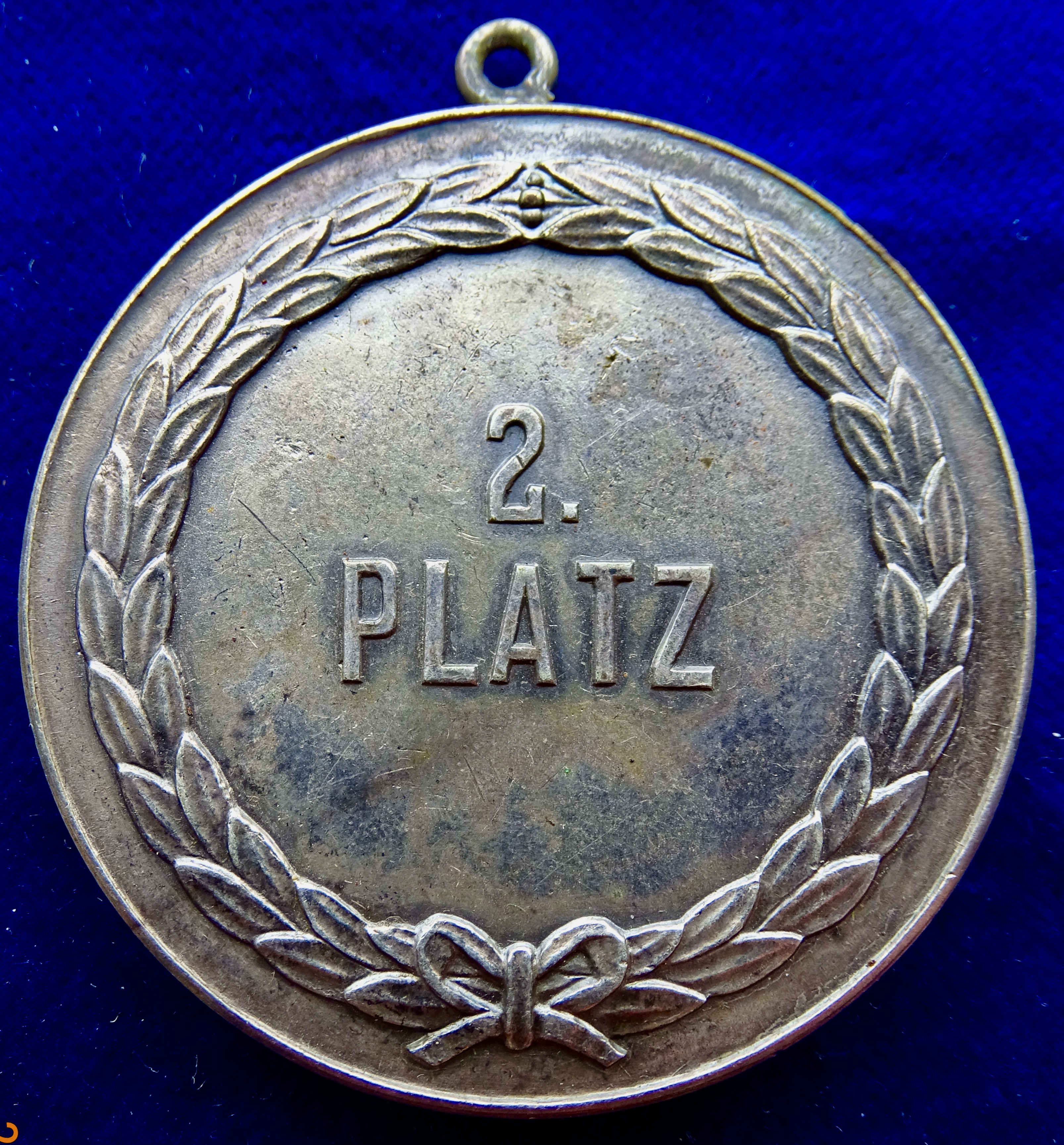
Rückseite 2. Preis

Das erste Deutsche Turn- und Sportfest fand noch auf der Festwiese neben dem geplanten Zentralstadion, im Stadion des Friedens und im Bruno-Plache-Stadion statt. Mit dem 2. DTSF zog man in das neue Zentralstadion, welches 1956 eröffnet wurde. Hier fanden dann, wie bei allen folgenden Festen, die Hauptveranstaltungen statt: eine als sportliche Propagandaveranstaltung groß aufgezogene Sportschau, oft ein Fußball-Länderspiel, eine internationale Leichtathletik-Veranstaltung sowie eine prächtige Abschlussveranstaltung. Im Zusammenhang mit dem Turn- und Sportfest fand jeweils die Ausstellung "Kunst und Sport" statt, an der namhafte DDR-Künstler teilnahmen und auf denen Medaillen der künstlerischen Wettbewerbe vergeben wurden. 
Seit 1977 wurden zeitgleich die Kinder- und Jugendspartakiaden in fast allen Kreis- und Bezirksstädten der DDR durchgeführt, die Leipziger Spartakiade trug dabei jeweils zentralen Charakter.
- 1954 (18.–22. August): I. Deutsches Turn- und Sportfest
- 1956 (2.–5. August): II. Deutsches Turn- und Sportfest
- 1959 (13.–16. August): III. Deutsches Turn- und Sportfest
- 1963 (1.–4. August): IV. Deutsches Turn- und Sportfest[1]
- 1969 (24.–27. Juli): V. Turn- und Sportfest der DDR
- 1977 (25.–31. Juli): VI. Turn- und Sportfest der DDR und VI. Kinder- und Jugendspartakiade
- 1983 (25.–31. Juli): VII. Turn- und Sportfest der DDR und IX. Kinder- und Jugendspartakiade
- 1987 (27. Juli–2. August): VIII. Turn- und Sportfest der DDR und XI. Kinder- und Jugendspartakiade

Seit 1990 gibt es wieder gesamtdeutsche Turnfeste, Leipzig war 2002 Gastgeberstadt.

## Dokumentarfilme
- 1956: Leipzig ruft (DEFA-Dokumentarfilm, Regie: Walter Marten)[2]
- 1956: Der 4. August (DEFA-Dokumentarfilm, Regie: Bruno Kleberg)[3]
- 1959: Fest der Hunderttausend (DEFA-Dokumentarfilm, Regie: Joachim Hadaschik)[4]
- 1962: Und wieder ruft Leipzig (DEFA-Dokumentarfilm, Regie: Heinz Sobiczewski)[5]
- 1963: Anmut, Schönheit, Lebensfreude (DEFA-Dokumentarfilm, Regie: Heinz Sobiczewski)[6]
- 1963: Fest des Friedens und der Lebensfreude (DEFA-Dokumentarfilm, Regie: Heinz Sobiczewski)[7]
- 1968: Kurs auf Leipzig (DEFA-Dokumentarfilm, Regie: Paul Thyret)[8]
- 1969: V. Deutsches Turn- und Sportfest (DEFA-Dokumentarfilm, Regie: Siegfried Kaletka)[9]
- 1969: Alle treiben Sport (DEFA-Dokumentarfilm, Regie: Werner Kreiseler)[10]
- 1977: Unser Fest (DEFA-Dokumentarfilm, Regie: Joachim Hadaschik & Rolf Hempel)[11]
- 1977: Fest des Sports (DEFA-Dokumentarfilm, Regie: Joachim Hadaschik)[12]
- 1983: Leipzig 83 – Tage des Sports (DEFA-Dokumentarfilm, Regie: Dieter Raue)[13]
- 1987: Leipzig 87 – Wir waren dabei (DEFA-Dokumentarfilm, Regie: Dieter Raue)[14]